# Johann Jacob Heber
Johann Jacob Heber (* 26. November 1666 in Basel, Schweiz; † 7. Mai 1724 oder 1727 in Lindau (Bodensee)) war ein im Bodenseeraum tätiger Geodät und Kartograph. Im Jahr 1721 erstellte er die erste Karte des Fürstentums Liechtenstein.

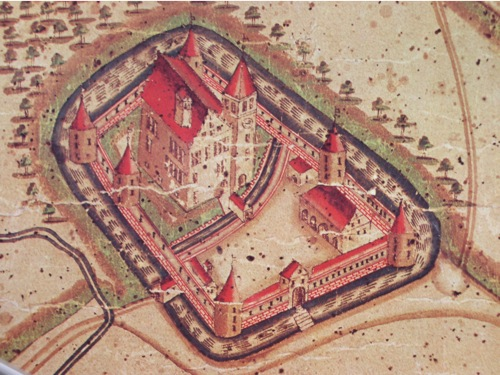
Aquarell Johann Jacob Hebers der Burg Gießen bei Kressbronn von 1701

## Leben und Werk
Über die Herkunftsfamilie und den Ausbildungsweg Hebers ist nichts bekannt. Er war im ausgehenden 17. Jahrhundert und bis zu seinem Tod Mitte der 1720er Jahre als Geodät und Kartograph im Bodenseeraum und in Oberschwaben tätig. Für die schwäbisch-österreichische Steuervermessung und für Gemarkungspläne führte er ab 1699 Vermessungsarbeiten durch und erstellte Pläne für verschiedene Bauvorhaben, darunter das Schloss Vaduz. Er entwarf auch Planprospekte und Grundrisszeichnungen des Schlosses Vaduz, der Burg Gutenberg, des Meierhofs in Triesen und des Gamanderhofs in Schaan.
Sein bekanntestes Werk ist die von ihm 1721 erstellte erste nachgewiesene Karte des Fürstentums Liechtenstein. Diese Karte galt lange als verschollen und wurde erst durch Fürst Johann II. (1840–1929) wiederentdeckt. Sie befindet sich seither im Schloss Vaduz. Im Jahr 1977 war die Heber-Karte auf einer liechtensteinischen Europamarke abgebildet.
Heber war seit 1706 mit der Lindauerin Regina von Kirch verheiratet. Zwischen 1722 und 1723 war er Mitglied des Grossen Rates.
Er starb im Alter von 57 oder 60 Jahren in Lindau.